# Планшетный компьютер
Планшетный компьютер (от фр. planchette — дословно «маленькая дощечка»; калька с англ. tablet computer), электронный планшет, часто планшет — собирательное понятие, включающее различные типы электронных устройств с сенсорным экраном, позволяющие управлять компьютерными программами с помощью прикосновений пальцев к объектам на экране.

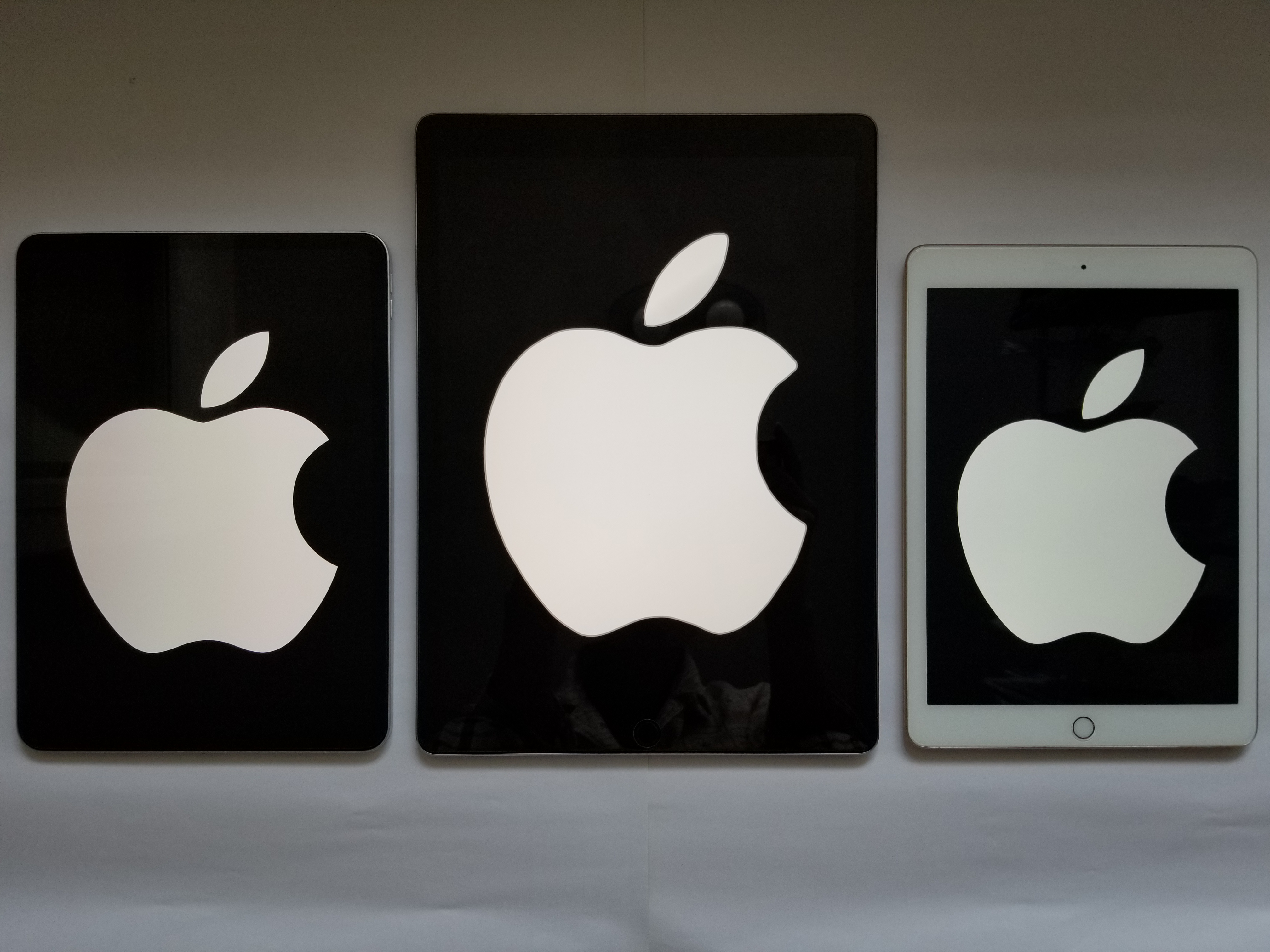
Apple iPad

Планшетным компьютером можно управлять прикосновениями руки или стилуса, клавиатурой и мышью. Некоторые планшеты поставляются с клавиатурой.

## Разновидности

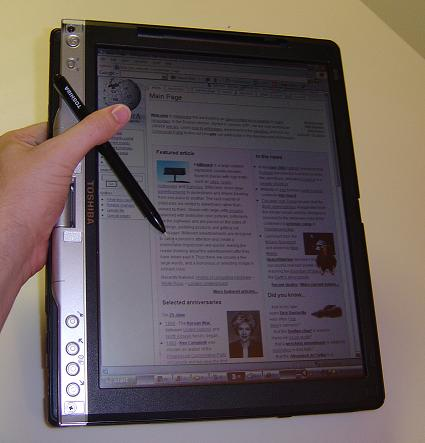
Планшетный ноутбук Toshiba 3500

Планшетный персональный компьютер — разновидность ноутбуков, оформившаяся после презентации аппаратно-программной платформы Microsoft Tablet PC в ноябре 2002 года. Оборудованы сенсорным экраном и позволяют работать при помощи стилуса или пальцев как с использованием, так и без использования клавиатуры и мыши.
Главная отличительная особенность данного семейства ПК — аппаратная совместимость с IBM PC-компьютерами и установленные на них полноценные операционные системы, такие как:
1. семейство Microsoft Windows NT (Windows XP Tablet PC Edition, Windows 7).
2. Apple Mac OS X.
3. Linux (полная настольная сборка одного из дистрибутивов этой ОС).

Такая операционная система позволяет пользователю использовать без ограничений любое программное обеспечение, доступное на настольном компьютере.

### Slate PC
Slate PC (англ. Slate PC) — компактный вариант планшетного ПК с диагональю экрана 7-11 дюймов, предназначенный для конкуренции с интернет-планшетами.
Представляет собой IBM PC-совместимый компьютер и использует настольную операционную систему (например, Microsoft Windows) .
Имеет некоторые отличия в интерфейсе, так как предназначен для управления пальцами с помощью сенсорного экрана и использования мультитач-жестов. Для ввода текстов используется только виртуальная клавиатура, хотя теоретически с помощью интерфейса bluetooth к устройству можно подключить внешнюю физическую клавиатуру.
Концепция разработана компанией Microsoft в сотрудничестве с крупными производителями ноутбуков, в частности с компанией Hewlett-Packard.
7 января 2010 года на выставке CES 2010 компания Microsoft, в лице своего CEO Стива Баллмера, представила новую концепцию мобильного планшетного персонального компьютера, получившую название Slate PC.
Это произошло на волне интереса потребителей к интернет-планшетам и, в частности, конкретно к Apple iPad.
Slate PC является по сути IBM PC-совместимым персональным компьютером и относится к семейству планшетных ПК, но при этом является явным конкурентом для интернет-планшетов, не совместимых с IBM PC-компьютерами.
Slate PC — это новая разновидность планшетных ПК, которые работают на процессорах Intel x86 и под управлением ОС Microsoft Windows 7 — со всеми вытекающими достоинствами и недостатками.
Главное достоинство:
- Полная программная совместимость с огромным количеством программного обеспечения, написанным для полноценных операционных систем семейства Microsoft Windows NT (Windows XP Tablet PC Edition, Windows Vista, Windows 7), используемых также и на настольных компьютерах.

Недостатки по сравнению с интернет-планшетами, не совместимыми с IBM PC-компьютерами:
- Имеют старый интерфейс классических операционных систем Microsoft Windows, созданный для настольных компьютеров, только лишь немного адаптированный для мультитач-экранов[4];
- Менее энергоэффективны — меньше работают от одного заряда батареи;
- Более тяжёлые;
- Более дорогие.

### Ультрамобильный ПК

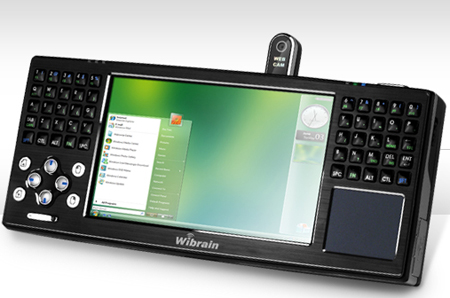
Wibrain B1 UMPC

Ультрамобильный ПК (англ. Ultra-Mobile PC), ранее известный под кодовым именем Origami Project — спецификация на мобильные компьютеры небольшого размера. Разрабатывалась компаниями Microsoft, Intel, Samsung и рядом других участников. Проект и прототипы устройств были впервые представлены в начале марта 2006 года на CeBIT.
Устройства UMPC — тип мобильных компьютеров, нечто среднее между планшетным ПК и карманным ПК. Это небольшое устройство, работающее на процессоре с низким потреблением Intel Pentium или VIA C7-M, на частоте около 1 ГГц.

### Интернет-планшет

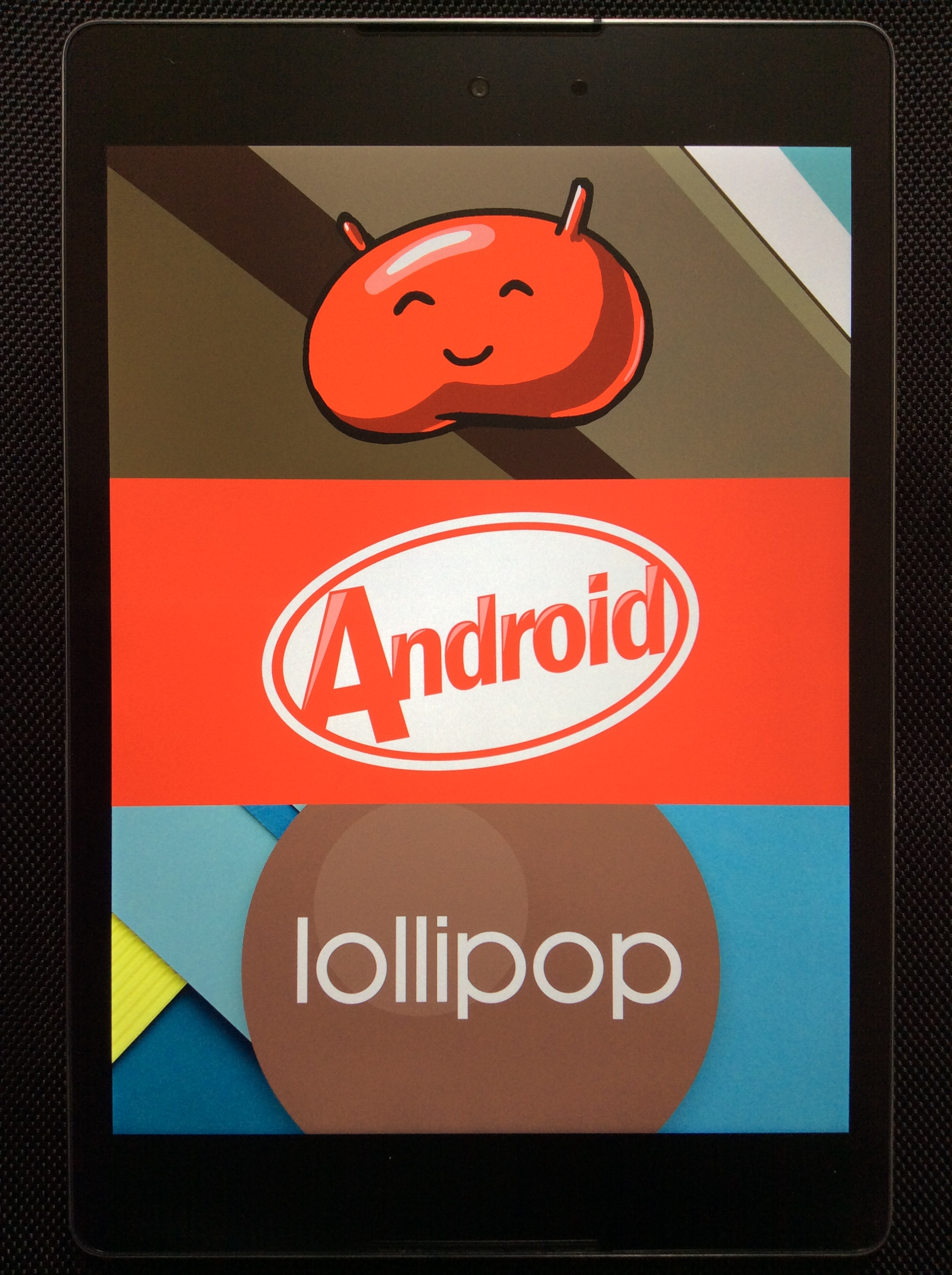
Google Nexus 9

Интернет-планшет (англ. Internet tablet или Web tablet — Веб-планшет) — тип планшетных компьютеров с диагональю экрана от 4 до 11 дюймов, совмещающих в себе качества ноутбука и смартфона. Данный тип устройств практически всегда оснащается двумя камерами, одна используется как веб-камера, например, при общении в видеоконференциях, а другая – для съёмки.↵Интернет-планшеты, как правило, имеют возможность быть постоянно подключёнными к интернету — через Wi-Fi или 3G/4G-соединение. Поэтому интернет-планшеты удобно использовать для веб-серфинга, запуска веб-приложений и взаимодействия с какими-либо веб-службами.
Для управления интернет-планшетом используется сенсорный экран, который откликается на нажатие пальцев, без использования физической клавиатуры и мыши. Некоторые современные интернет-планшеты позволяют использовать для управления программами мультитач-жесты.
Отдельные разновидности интернет-планшетов начали появляться ещё в начале 2000-х годов, однако широкое распространение получили только в 2010 году после выпуска планшета Apple iPad.
Главная отличительная особенность данного семейства компьютеров — это аппаратная несовместимость с IBM PC-компьютерами и установленная на них разновидность мобильных операционных систем, обычно используемых в смартфонах, таких как:
- iOS (Apple).
- Android (Google).
- Windows RT (Microsoft).
- BlackBerry Tablet OS (BlackBerry).
- Tizen (Intel / Samsung).
- Open webOS (LG Electronics).
- Sailfish OS (Jolla).
- Maemo OS (Nokia).

Или ориентированные на облачные сервисы и веб-приложения ОС, такие как:
- Chrome OS (Google).
- Jolicloud.

Установленная мобильная ОС не даёт пользователю использовать всю широту программного обеспечения, доступного на настольном компьютере, и в этой ограниченной функциональности интернет-планшеты напоминают электронные книги. Всё же интернет-планшеты имеют больше функций, чем электронные книги, и используются для: веб-серфинга, чтения текстов, воспроизведения мультимедиа-файлов, работы с электронной почтой, общения посредством программ мгновенного обмена сообщениями, а также сервисов VoIP и SIP, небольшой редакции документов и мультимедиа-файлов.
Основные качества, отличающие интернет-планшет от планшетного ПК:
- низкая стоимость (в пределах 80—500$);
- сенсорный экран для работы при помощи пальцев;
- упрощённый пользовательский интерфейс (больше похож на интерфейс смартфона, чем ПК);
- развитые средства беспроводного интернет-соединения (Wi-Fi, 3G/4G);
- длительное время автономной работы, которым ранее могли похвастаться лишь сотовые телефоны;
- защищённость от хакерских атак.

### Мобильные интернет-устройства

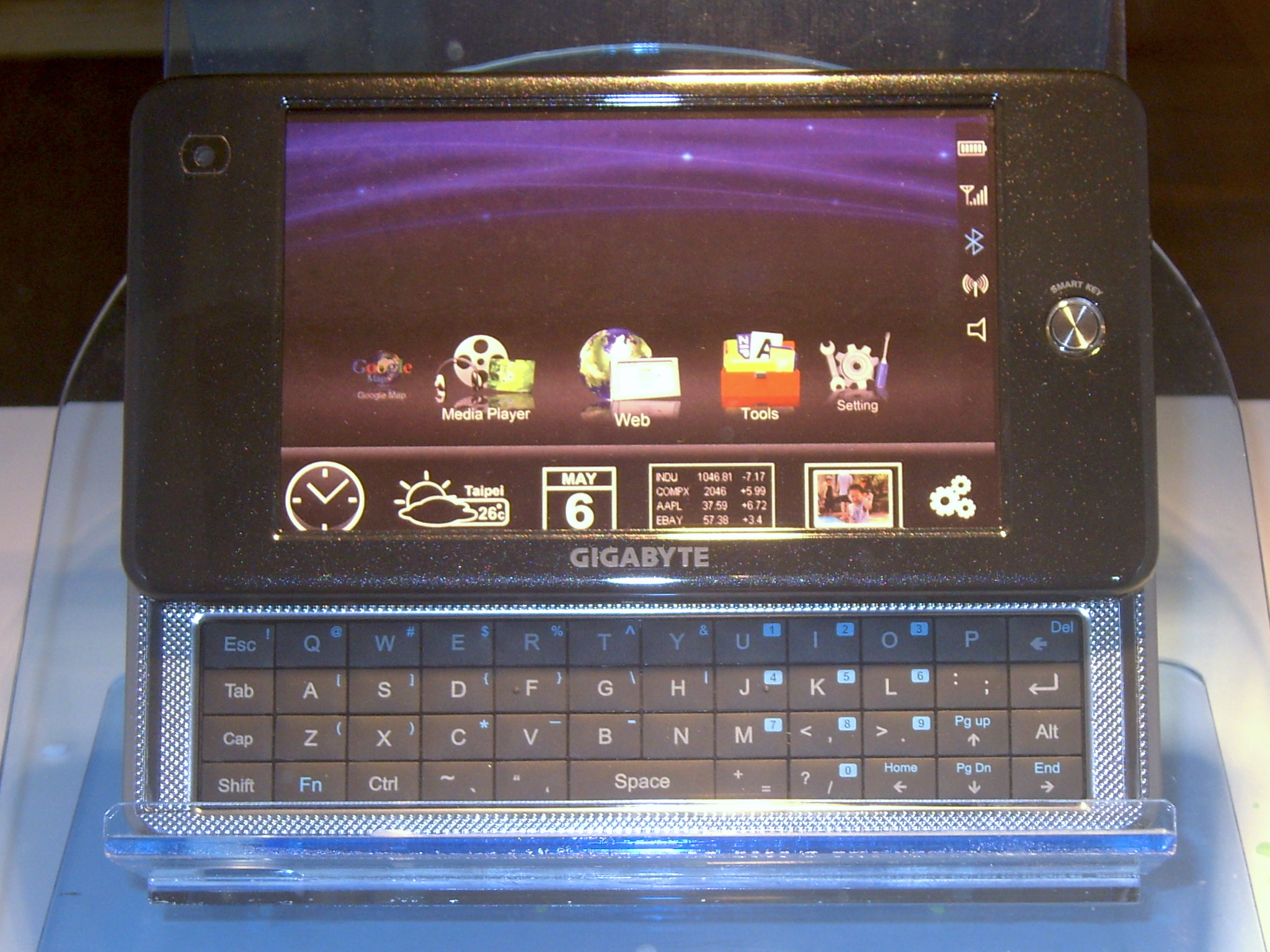
MID Gigabyte M528 на базе процессора Intel Atom Z500

Мобильное интернет-устройство (англ. Mobile Internet Device, MID) — компактные персональные компьютеры с размером диагонали экрана 4-7 дюймов (10,2—17,8 см), предназначенные в первую очередь для просмотра веб-страниц и работы с веб-сервисами. Как отдельный класс были выделены компанией Intel из категории UMPC, включающей ранее все устройства с диагональю экрана 4-10 дюймов (10,2 — 25,4 см). Специально для данной категории устройств компанией Intel были разработаны специальные энергоэффективные x86-совместимые процессоры Intel Atom (на 45-нм ядре Silverthorne, серия Z5XX) с тепловыделением менее 2,5 Вт.
Компания Intel относит к этой разновидности устройства, выполненные в любом форм-факторе. Относительная размытость позиционирования позволяет отнести к мобильным интернет устройствам существующие модели Handheld PC, некоторые КПК и коммуникаторы (например, HTC Advantage) и ряд других устройств на базе процессоров ARM (например, Nokia N810).

### Электронные книги
Электронная книга (англ. E-book) — общее название группы узкоспециализированных компактных планшетных компьютерных устройств, предназначенных для отображения текстовой информации, представленной в электронном виде.
Основным отличием данной группы компьютерных устройств от КПК, планшетных ПК или субноутбуков является ограниченная функциональность при существенно большем времени автономной работы.
Обычно, электронная книга не оснащается камерой, всегда имеет слот для установки MicroSD-карты, и имеет монохромный дисплей, предназначенный для отображения текста (см. электронные чернила), хотя встречаются модели с обычным LCD-дисплеем. Также, большинство современных электронных книг могут воспроизводить текст, как аудиокнигу, и поэтому оснащаются разъёмом для подключения наушников, редко электронная книга имеет встроенный громкоговоритель.

## История
- 1960-е годы
  - PADD — концепция, появившаяся в телесериале «Звёздный путь». С высокой долей вероятности создатели интернет-планшета iPad черпали вдохновение из сериалов «Звёздный путь», где очень похожее устройство под названием PADD существует уже около полувека[7].
- 1968 год
  - Newspad — концепция появившаяся в романе «2001: Космическая одиссея». В культовом кинофильме «Космическая одиссея 2001 года» Стэнли Кубрика 1968 года, можно отыскать эпизод: астронавты Дэвид Боумен и Фрэнк Пул работают с плоским планшетным устройством наподобие интернет-планшета iPad. Автор одноимённого романа и первоисточника фильма Артур Кларк назвал придуманное им устройство «newspad», газетный планшет — будущую альтернативу привычным в 1968 году телевизору и газетам. В тексте книги это короткое описание увеличивается до нескольких абзацев — непрерывный поток ежечасно обновляемой информации, которая выводится на «электронную бумагу», причем текст каждой новости обозначался двузначным кодом[8]:
  - Dynabook — концепция устройства для обучения. Создана Аланом Кеем в 1968 году, за два года до основания Xerox PARC. Кей хотел сделать «персональный компьютер для детей всех возрастов». Идея привела к разработке прототипа Xerox Alto, который изначально назывался «предварительным вариантом Dynabook»[9][10]. В начале 1972 года в нём воплотились все элементы графического интерфейса пользователя. Программной составляющей этого исследования был язык программирования Smalltalk, обретший свою собственную жизнь независимую от концепции Dynabook.
- 1982 год
  - В сентябре на корпоративном семинаре в Пахаро-Дюнс Стив Джобс показал сотрудникам отдела разработки Mac устройство размером с еженедельник — муляж компьютера, умещавшийся на коленях с клавиатурой и экраном, закрывавшийся как блокнот.
- 1987 год
  - Knowledge Navigator[англ.] — концепция электронного секретаря в виде планшетного компьютера представленная компанией Apple в 1987 году.
- 1996 год
  - В 1996 году компания DEC представила воплощенный в «железе» DEC Lectrice — узкоспециализированный для чтения электронных документов планшетный компьютер с монохромным сенсорным экраном и возможностью перьевого ввода информации — явившийся прообразом всех современных e-books[11].
- 2000 год
  - В 2000 году компания 3Com выпустила планшетное устройство для веб-серфинга — 3Com Audrey[англ.][12].
- 2001 год
  - В 2001 году компания Nokia выпустила около 1000 планшетных устройств для веб-серфинга Nokia M510, которые работали на базе операционной системы EPOC[13].
- 2002 год
  - 7 ноября 2002 года компания Microsoft официально представила платформу планшетных компьютеров Microsoft Tablet PC.
- 2005 год
  - 25 мая 2005 года компания Nokia анонсировала на LinuxWorld Summit в Нью-Йорке свой первый интернет-планшет — Nokia 770 Internet Tablet[14].
- 2007 год
  - 9 января 2007 года на конференции MacWorld Expo компания Apple, в лице своего CEO Стива Джобса, провела презентацию карманного компьютера/смартфона iPhone, на котором впервые была использована мобильная ОС Apple iOS.
- 2010 год
  - 7 января 2010 года на выставке CES 2010 компания Microsoft, в лице своего CEO Стива Баллмера, представила новую концепцию мобильного планшетного компьютера, получившую название Slate PC. Новые компьютер-планшеты — совмещающие в себе лучшие качества ноутбука и смартфона в одном устройстве, на процессорах Intel x86 и под управлением ОС Microsoft Windows 7[2].
  - 27 января 2010 года был представлен интернет-планшет Apple iPad с размером экрана 9,7 дюйма.
- 2011 год

Планшет компании Asus

- - 5 января 2011 года был анонсирован Asus Eee Slate EP121. Планшет построен на платформе Intel Calpella. Хотя дисплей сделан по емкостной технологии, в комплекте также будет поставляться перо Wacom.
  - 6 января 2011 года был анонсирован планшет Motorola XOOM, работающий под новой операционной системой Google Android 3.0 Honeycomb, разработанной специально для планшетов. В нём использована платформа Nvidia Tegra 2 и сверхпрочное стекло Gorilla glass.
  - 7 ноября 2011 года был анонсирован Nook Tablet. Планшет разработан и выпускается известной американской компанией Barnes & Noble, занимающейся розничной торговлей книжной продукции. Nook Tablet работает под управлением изменённой платформы Google Android 2.3.